# Objeto de transferencia de datos
Un objeto de transferencia de datos (en inglés: data transfer object, abreviado DTO) es un objeto que transporta datos entre procesos. La motivación de su uso tiene relación con el hecho que la comunicación entre procesos se realiza generalmente mediante interfaces remotas (por ejemplo, servicios web), donde cada llamada es una operación costosa. Como la mayor parte del costo de cada llamada está relacionado con la comunicación de ida y vuelta entre el cliente y servidor, una forma de reducir el número de llamadas es usando un objeto (el DTO) que agrega los datos que habrían sido transferidos por cada llamada, pero que son entregados en una sola llamada.
La diferencia entre un objeto de transferencia de datos y un objeto de negocio (business object) o un objeto de acceso a datos (data access object, DAO) es que un DTO no tiene más comportamiento que almacenar y entregar sus propios datos (métodos mutadores y accesores).
Los DTO son objetos simples que no deben contener lógica de negocio que requiera pruebas generales.